# Ruder-Europameisterschaften 2008

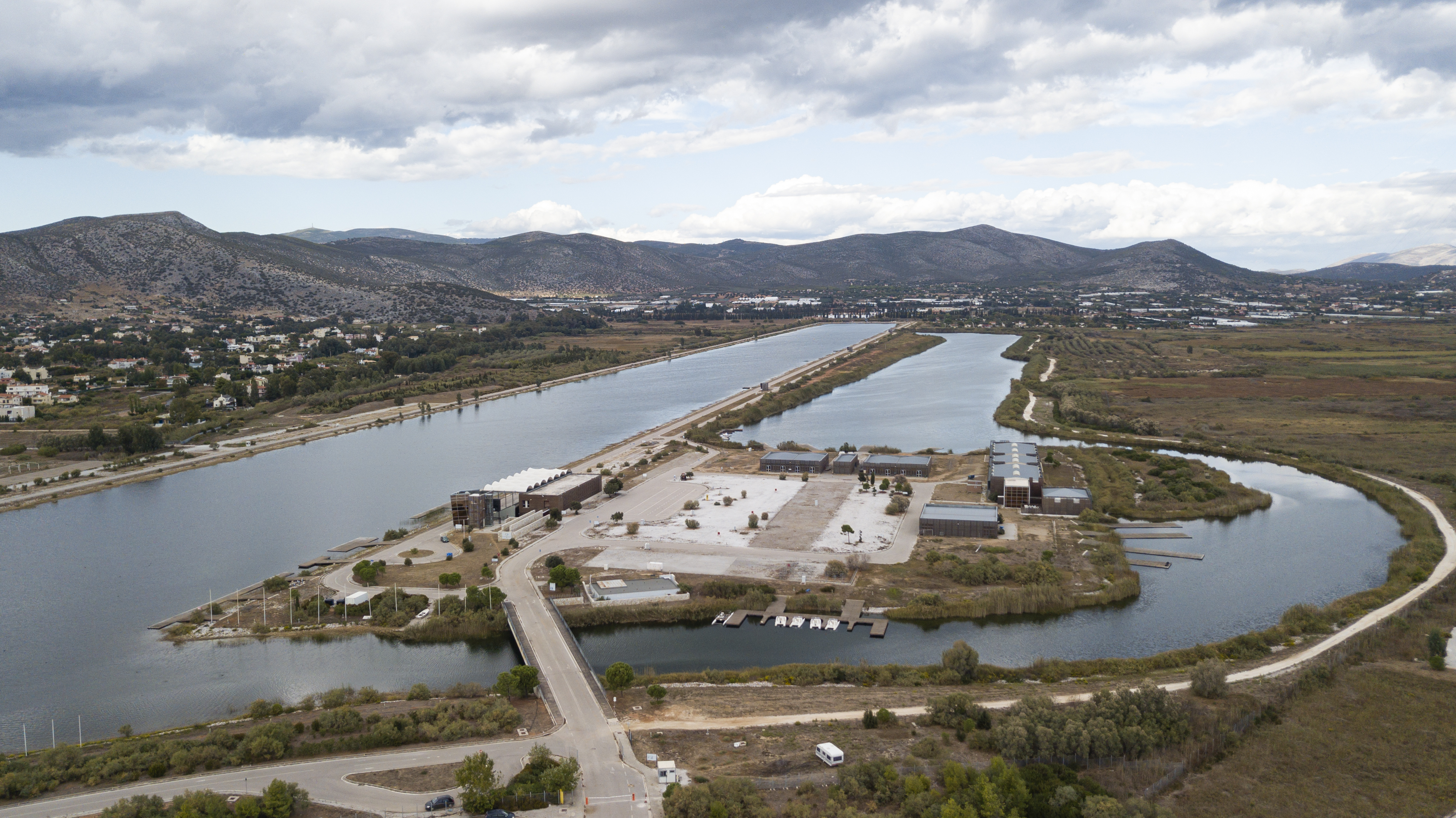
Regattastrecke

Die Ruder-Europameisterschaften 2008 fanden vom 19. bis 21. September 2008 auf dem Schinias Olympic Rowing and Canoeing Centre bei Athen (Griechenland) statt. Der Deutsche Ruderverband ging mit 9 Booten an den Start.

## Ergebnisse

### Männer
| Bootsklasse                                  | Gold | Gold    | Silber | Silber   | Bronze | Bronze  |
| -------------------------------------------- | --- | ------- | --- | -------- | --- | ------- |
| Einer (M1x)                                  | Griechenland Ioannis Christou | 6:52,96 | Slowakei Lukáš Babač | 6:55,95  | Ukraine Kostjantyn Saizew | 6:57,05 |
| Doppelzweier (M2x)                           | Frankreich Julien Bahain Julien Desprès | 6:16,92 | Estland Vladimir Latin Kaspar Taimsoo | 6:18,40  | Ukraine Artem Morosow Vitaliy Kryvenko | 6:20,09 |
| Doppelvierer (M4x)                           | Estland Allar Raja Andrei Jämsä Tõnu Endrekson Jüri Jaanson | 5:45,75 | Deutschland Markus Kuffner Tim Bartels Daniel Makowski René Burmeister                                                                                         | 5:47,75  | Ukraine Serhij Hryn Wolodymyr Pawlowskyj Oleh Lykow Serhij Bilouschtschenko                                                                                   | 5:47,86 |
| Zweier ohne Steuermann (M2-)                 | Griechenland Georgios Tsiompanidis Pavlos Gavriilidis | 6:29,42 | Serbien Goran Jagar Nikola Stojić | 6:31,21  | Frankreich Jean-David Bernard Laurent Cadot | 6:31,29 |
| Vierer ohne Steuermann (M4-)                 | Griechenland Nikolaos Gountoulas Apostolos Gountoulas Giannis Tsilis Georgios Tziallas                                                                                 | 5:57,24 | Italien Domenico Montrone Romano Battisti Sergio Canciani Andrea Tranquilli                                                                                    | 6:00,04  | Belarus Andrej Dsemjanenka Wadsim Ljalin Jauhen Nossau Alexander Kosubowski                                                                                   | 6:02,36 |
| Achter (M8+)                                 | Frankreich Victor Botdereau Adrien Hardy Pierre-Jean Peltier Jean-Baptiste Macquet Frédéric Doucet Benjamin Rondeau Sebastien Lente Dorian Mortelette Benjamin Manceau | 5:32,01 | Russland Anton Saruzki Alexander Lebedew Roman Worotnikow Edgar Iwans Alexander Kulesch Dmitri Rosinkewitsch Wladimir Wolodenkow Denis Markelow Pawel Safonkin | 05:32,76 | Polen Sebastian Kosiorek Michał Stawowski Patryk Brzeziński Piotr Buchalski Wojciech Gutorski Marcin Brzeziński Rafał Hejmej Mikołaj Burda Daniel Trojanowski | 5:33,11 |
| Leichtgewichts-Doppelzweier (LM2x)           | Griechenland Dimitrios Mougios Vasileios Polymeros | 6:16,53 | Italien Lorenzo Bertini Daniele Gilardoni | 6:19,34  | Ungarn Zsolt Hirling Tamás Varga | 6:22,41 |
| Leichtgewichts-Vierer ohne Steuermann (LM4-) | Italien Salvatore Amitrano Fabrizio Gabriele Andrea Caianiello Armando Dell’Aquila                                                                                     | 5:58,92 | Serbien Veljko Urošević Nenad Babović Goran Nedeljković Miloš Tomić                                                                                            | 6:02,31  | Tschechien Vlastimil Cabla Vojtech Bejblik Jiří Kopáč Miroslav Vraštil                                                                                        | 6:04,92 |

### Frauen
| Bootsklasse                        | Gold | Gold    | Silber | Silber  | Bronze | Bronze  |
| ---------------------------------- | --- | ------- | --- | ------- | --- | ------- |
| Einer (W1x)                        | Tschechien Mirka Knapková | 7:27,42 | Belgien Annick de Decker | 7:34,04 | Schweiz Regina Naunheim | 7:35,04 |
| Doppelzweier (W2x)                 | Ukraine Kateryna Tarassenko Jana Dementjewa | 6:55,95 | Polen Magdalena Fularczyk Natalia Madaj | 6:57,33 | Italien Gabriella Bascelli Erika Bello | 6:58,10 |
| Doppelvierer (W4x)                 | Ukraine Switlana Spirjuchowa Olena Olefirenko Natalija Mustafajewa Tetjana Kolesnikowa                                                                  | 6:26,54 | Russland Olga Samulenkowa Larissa Merk Oxana Dorodnowa Julija Kalinowskaja                                                                              | 6:28,20 | Rumänien Ionelia Neacșu Cristina Ilie Adelina Cojocariu Roxana Cogianu | 6:30,64 |
| Zweier ohne Steuerfrau (W2-)       | Rumänien Georgeta Andrunache Viorica Susanu | 7:17,53 | Russland Wera Potschitajewa Alewtina Podwjaskina | 7:19,05 | Belarus Wolha Schtscharbatschenja Tatjana Kuchta | 7:21,35 |
| Achter (W8+)                       | Rumänien Constanța Burcică Ana Maria Apachitei Rodica Șerban Enikő Mironcic Camelia Lupașcu Ioana Rotaru Simona Mușat Doina Ignat Talida-Teodora Gîdoiu | 6:10,22 | Vereinigtes Königreich Jo Cook Vicky Myers Georgina Menheneott Emily Taylor Rachel Loveridge Kirsty Myles Lindsey Maguire Hannah Elsy Rebecca Dowbiggin | 6:12,46 | Belarus Wolha Maros Alissa Klimowitsch Hanna Nachajewa Kazjaryna Jarmolitsch Natallja Helach Wolha Schtscharbatschenja Tatjana Kuchta Julija Bitschyk Anastassija Kazjaschowa | 6:22,79 |
| Leichtgewichts-Doppelzweier (LW2x) | Griechenland Chrysi Biskitzi Alexandra Tsiavou | 6:53,39 | Polen Weronika Deresz Ilona Mokronowska | 6:57,62 | Ungarn Zsofia Novak Zsuzsanna Hajdu | 6:58,87 |

## Medaillenspiegel
| Platz | Land                   | Gold | Silber | Bronze | Gesamt |
| ----- | ---------------------- | ---- | ------ | ------ | ------ |
| 1     | Griechenland           | 5    |        |        | 5      |
| 2     | Ukraine                | 2    |        | 3      | 5      |
| 3     | Frankreich             | 2    |        | 1      | 3      |
| 3     | Rumänien               | 2    |        | 1      | 3      |
| 5     | Italien                | 1    | 2      | 1      | 4      |
| 6     | Estland                | 1    | 1      |        | 2      |
| 7     | Tschechien             | 1    |        | 1      | 2      |
| 8     | Russland               |      | 3      |        | 3      |
| 9     | Polen                  |      | 2      | 1      | 3      |
| 10    | Serbien                |      | 2      |        | 2      |
| 11    | Belgien                |      | 1      |        | 1      |
| 11    | Deutschland            |      | 1      |        | 1      |
| 11    | Vereinigtes Königreich |      | 1      |        | 1      |
| 11    | Slowenien              |      | 1      |        | 1      |
| 15    | Belarus                |      |        | 3      | 3      |
| 16    | Ungarn                 |      |        | 2      | 2      |
| 17    | Schweiz                |      |        | 1      | 1      |
| Summe | Summe                  | 14   | 14     | 14     | 42     |